# ورزشگاه ژوزه آلوالاد
ورزشگاه ژوزه آلوالاد (پرتغالی: Estádio José Alvalade) یک ورزشگاه فوتبال در لیسبون، پرتغال است.
این ورزشگاه که در سال ۲۰۰۳ تأسیس شده دارای ۵۰٬۰۹۵ نفر ظرفیت می‌باشد و ورزشگاه خانگی باشگاه فوتبال اسپورتینگ است.